# Swiatosław Gołubincew
Swiatosław Wsiewołodowicz Gołubincew, ros. Святослав Всеволодович Голубинцев (ur. ok. 1897, zm. 15 czerwca lub 22 lipca 1985 w São Paulo) – rosyjski wojskowy (sztabsrotmistrz), oficer armii paragwajskiej w okresie międzywojennym, emigracyjny pisarz, publicysta i działacz kombatancki, oficer Rosyjskiego Korpusu Ochronnego podczas II wojny światowej.
Ukończył orłowski, a następnie nikołajewski korpus kadetów, zaś w 1917 r. nikołajewską szkołę kawaleryjską. Służył w stopniu korneta w 11 iziumskim pułku huzarów. W 1918 r. wstąpił do wojsk Kozaków dońskich walczących z bolszewikami. Służył w lejbgwardii pułku kozackiego. Doszedł do stopnia sztabsrotmistrza. W połowie listopada 1920 r. wraz z resztkami wojsk białych ewakuował się z Krymu do Gallipoli, a następnie wyspę Limnos. Następnie we francuskim Maroku wstąpił do Legii Cudzoziemskiej. W 1922 r. wyjechał do Argentyny, a następnie Paragwaju. Służył w stopniu kapitana w armii paragwajskiej. Brał udział w wojnie domowej po stronie sił rządowych. W 1930 r. zamieszkał w Brazylii. Pracował jako sekretarz naczelnika departamentu policji. Stał na czele Rosyjskiego Związku Oficerskiego w Brazylii, wchodzącego w skład Rosyjskiego Związku Ogólnowojskowego. Po zajęciu Jugosławii przez wojska niemieckie w kwietniu 1941 r., przyjechał do okupowanego kraju i wstąpił do nowo formowanego Rosyjskiego Korpusu Ochronnego. Po zakończeniu wojny powrócił do Brazylii, gdzie został zastępcą przewodniczącego stowarzyszenia kadeckiego w São Paulo. Był autorem wspomnień z okresu paragwajskiego, a także artykułów w rosyjskiej prasie emigracyjnej.